# プラサット・クラヴァン
プラサット・クラヴァン（Prasat Kravan、クメール語: ប្រាសាទក្រវាន់）は、カンボジアのアンコール遺跡にある、共通する基壇上の5基の赤みがかった煉瓦の塔より構成される10世紀の小寺院であり、スラ・スランと呼ばれる人工の池すなわちバライの南に位置する。その元来のサンスクリット名は不明だが、クメール語による現在の名称である「プラサット・クラヴァン」は、「Artabotrys odoratissimus（モクレン目バンレイシ科に属する花）の寺院」を意味する。寺院は、扉口の枠にある碑文によると、西暦921年にヴィシュヌ神に捧げられたものである。

## 構成
寺院は東に向かい小さな堀に囲まれている。その外観は、祠堂の古典的輪郭および左右対称性が顕著である。中央および南の塔は、層を縮小していく単純な手法による遠近法的錯視を生かした上部構造物がある。
祠堂の内部は、いずれも単純であるが、赤みをおびた煉瓦の壁に彫られているヴィシュヌやラクシュミーの大きな浮き彫りの描画は注目に値する。この種の彫刻美術は、チャンパ寺院においてかなり一般的であるが、しかし、クメールの遺跡建造物において知られるものとしてはまれである。

### 浮き彫り
| ヴィシュヌ像左: ガルーダに乗る。中: 8本腕のヴィシュヌ。右: 大きく3歩を踏み出す。  |  | ヴィシュヌ像左: ガルーダに乗る。中: 8本腕のヴィシュヌ。右: 大きく3歩を踏み出す。 |  | ヴィシュヌ像左: ガルーダに乗る。中: 8本腕のヴィシュヌ。右: 大きく3歩を踏み出す。 |
| ヴィシュヌ像 左: ガルーダに乗る。中: 8本腕のヴィシュヌ。右: 大きく3歩を踏み出す。 |  |                                                                                  |  |                                                                                  |

中央祠堂の内壁にある浮き彫りはヴィシュヌの描写であり、全部で3面ある。
- 4本の腕をもつヴィシュヌが、自身の乗り物であるガルーダに跨って座り、ヴィシュヌの基本的な付属物である、蓮華、法螺貝、円盤、棍棒を持つ。
- 8本の腕をもつヴィシュヌが、彫像の配置のうち厳格な姿で立つ。ヴィシュヌは何百もの小さな信者に囲まれ、ワニあるいはトカゲかを載せている。その意味は未だ明らかではない[3]。
- 4本の腕をもつヴィシュヌが、やはり基本的な付属物を持ち、大きく足を運んでいる。この彫像は、ヴィシュヌの化身である矮人ヴァーマナが、アスラ（阿修羅）のバリから世界を取り戻すため、3歩大きく足を踏み出したというヴィシュヌの物語を示している。

| ラクシュミー像左: シヴァの三叉戟とヴィシュヌの円盤をもつ。右: 北端祠堂の内壁面。  |  | ラクシュミー像左: シヴァの三叉戟とヴィシュヌの円盤をもつ。右: 北端祠堂の内壁面。 |
| ラクシュミー像 左: シヴァの三叉戟とヴィシュヌの円盤をもつ。右: 北端祠堂の内壁面。 |  |                                                                                  |

北端の祠堂の内壁には、信者により両側を守られたヴィシュヌの妻ラクシュミーが浮き彫りとして描写されている。
- 肖像のうちの1つは、女神がシヴァのトリシューラ（三叉戟）とヴィシュヌの円盤の両方を保持しており、おそらくはシヴァおよびヴィシュヌ崇拝の二元性を超越する偉大な女神としてラクシュミーを特徴付けている。
- 蓮華（ハスの花）を持つラクシュミーのより従来の描写が別面にある。

## 修復
遺跡は、1930年代にアンリ・マルシャルやジョルジュ・トゥルーヴェによって草木が取り除かれた。その後、ベルナール＝フィリップ・グロリエの指導のもと、1962年から1966年にかけて塔が修復され、「CA」（"Conservation Angkor" 「アンコール遺跡保全」の意）の記号が付けられたいくつかの新しい煉瓦が加えられた。